# Gyenesei Leila
Gyenesei Leila (Kaposvár, 1986. április 22. –) csapatvilágbajnok magyar öttusázó, öttusában és sífutásban olimpikon, az Alba Volán és a Kaposvári Építők sportolója. Édesapja Gyenesei István országgyűlési képviselő, korábbi önkormányzati miniszter.

## Életpályája
Az első komolyabb sporteredménye 1995-ben volt Nagyatádon a Triatlon Diákolimpián. A 180 cm magas, 60 kilogramm súlyú sportoló legerősebb száma az úszás. 2000-től 2004-ig minden évben indult triatlonban, ezeken a versenyeken több érmet is szerzett.
A 2006-ban a torinói téli olimpiai játékokon sífutásban indult. Az ausztriai Ramschauban megrendezett magyar bajnokságon  a 30 kilométeres távon győzelmet is aratott. Ezután sífutó pályafutását befejezte.
A Budapesten rendezett 2008-as öttusa-világbajnokságon, tagja volt a világbajnok magyar váltónak, míg egyéniben 6. helyezés ért el. Női egyéniben indult a 2008. évi nyári olimpiai játékokon, ahol 24.-ként végzett.
Edzői Ácsné Gál Judit, Földvári Péter és Zakariás Géza.
Vörös Zsuzsanna, Máthé Vivien és Pataki Viktória mellett versenyzett a moszkvai öttusa Európa-bajnokság női versenyében.
2014 decemberében bejelentette, hogy derék- és csípőtáji problémái miatt visszavonul a sportolástól.
2022. október 26-án kiderült, hogy a hamarosan a TV4 képernyőjére visszatérő Galileo című tévéműsor műsorvezetője lesz.
Feke Pállal 2019-ig élt házasságban, 2017-ben született egy lányuk. 2021–22 között Monoki Lehel sportriporter párja volt.

## Díjai, elismerései
- Junior Prima díj (2011)
- Az év magyar öttusázója (2008, 2009, 2010, 2012)